# Shahryar Nashat
Shahryar Nashat (geb. 5. September 1975 in Teheran oder Genf; heimatberechtigt in Genf) ist ein Schweizer Video- und Installationskünstler.

## Leben und Werk
Shahryar Nashat studierte an der École Supérieure des Beaux-Arts in Genf sowie an der Rijksakademie van Beeldende Kunsten in Amsterdam. Seine künstlerische Praxis untersucht häufig die Grenzen zwischen dem Sichtbaren und dem Verborgenem.
Eine seiner frühen Videoarbeiten, and then he's meant to disappear (2001), zeigt einen Mann, der wiederholt auf mehrere gestapelte Matratzen fällt. Das Werk lässt offen, ob der Mann seinen Körper bewusst wirft oder ob eine äußere Kraft ihn kontrolliert. Weitere bekannte Arbeiten sind Hide and Seek (2005) und Modern Body Comedy (2006), die die Komplexität des menschlichen Körpers und seine Beziehung zu Macht und Kontrolle thematisieren.

## Ausstellungen (Auswahl)
Einzelausstellungen
- 2002: Centre pour l’image contemporaine, Genf
- 2005: The Regulating Line, Biennale di Venezia
- 2007/08: Plaque (Slab), Centre Georges-Pompidou, Paris
- 2009: Remains to be Seen, Kunsthalle St. Gallen
- 2010: Kunstverein Nürnberg
- 2013: Städtische Galerie Nordhorn
- 2014: Palais de Tokyo[1]
- 2015: Walker Art Center, Minneapolis
- 2016: Model Malady, Portikus, Frankfurt am Main
- 2017/18: The Cold Horizontals, Kunsthalle Basel
- 2020: Force Life, Museum of Modern Art, New York
- 2024: Streams of Spleen, Museo d’arte della Svizzera italiana

Gruppenausstellungen
- 2002: Frenetic Interferences, New Museum of Contemporary Art, New York
- 2003/04: Buenos días Buenos Aires, arte contemporáneo suizo, Museo de Arte Moderno de Buenos Aires
- 2005: Overthrowing the King in His Own Mind, Kunstmuseum Solothurn (mit Marc Bauer und Alexia Walther)
- 2005: Shadows Collide With People, Biennale di Venezia
- 2007: The Eye of the Storm, Kunstmuseum St. Gallen
- 2007: H Box, Centre Georges-Pompidou, Paris
- 2008: Shifting Identities, Kunsthaus Zürich
- 2011: Illuminations, Biennale di Venezia
- 2014: Berlin Biennale für zeitgenössische Kunst
- 2024: Born Digital – Medienkunst im neuen Millennium, Kunsthaus Zürich

## Auszeichnungen
- Kiefer-Hablitzel-Stipendium (2000–2002)
- Namics-Kunstpreis (2001)[2]
- Eidgenössischer Preis für freie Kunst (2001–2003)
- Preis des Istituto Svizzero di Roma (2002)
- Aufnahme des Ausstellungskatalogs Shahryar Nashat – Downscaled and Overthrown in die Auswahl Die schönsten Schweizer Bücher (2010)[3]
- Prix Lafayette (2013)[1]

## Schriften
- We Had the Idea of Repeating Ourselves. Künstlerbuch. Selbstverlag, Zürich/Amsterdam 2003, OCLC 830662097.
- Obituary. Bildband. Sternberg Press, Berlin 2016, ISBN 978-3-95679-099-7.

## Ausstellungskataloge
- Shadows Collide With People. Gianni Motti, Shahryar Nashat, Marco Poloni, Ingrid Wildi. Ed. Fink, Zürich 2005, ISBN 3-906086-79-8.
- Katharina Ammann, Christoph Vögele (Hrsg.): Overthrowing the King in His Own Mind. Bauer, Nashat, Walther. Revolver, Frankfurt am Main 2005, ISBN 3-86588-059-2.
- Kathleen Rahn (Hrsg.): Shahryar Nashat – Downscaled and Overthrown. Sternberg Press, Berlin/New York o. J. [ca. 2010], ISBN 978-1-934105-26-9.
- Ausstellen – 30 Jahre Künstlerförderung der Krupp-Stiftung. Robert Kusmirowski, Marko Lulić, David Maljković, Shahryar Nashat, Paulina Olowska, Kirsten Pieroth. Ed. Folkwang, Göttingen 2013, ISBN 978-3-86930-683-4.
- Simon Castets, Laura McLean-Ferris (Hrsg.): Keep Begging. Lenz Press, Mailand 2021, ISBN 979-12-80579-05-8.
- Kristian Vistrup Madsen: 17 Waves. Hrsg.: Francesca Benini, Gioia Dal Molin. Lenz Press, Mailand 2024, ISBN 979-12-80579-47-8.